# Lambda Aquarii
Désignations
Lambda Aquarii (λ Aqr, λ Aquarii) est une étoile de la constellation du Verseau. Elle porte les noms traditionnels Hydor et Ekkhysis, du grec ancien ‘υδωρ « eau » et εκχυσις « verser ».
Lambda Aquarii est une géante rouge de type M avec une magnitude apparente moyenne de +3,73. Elle est à environ 392 années-lumière de la Terre. Elle est classée comme une variable irrégulière à longue période et sa luminosité varie entre les magnitudes +3,57 et +3,80.